# Maren Lorenz

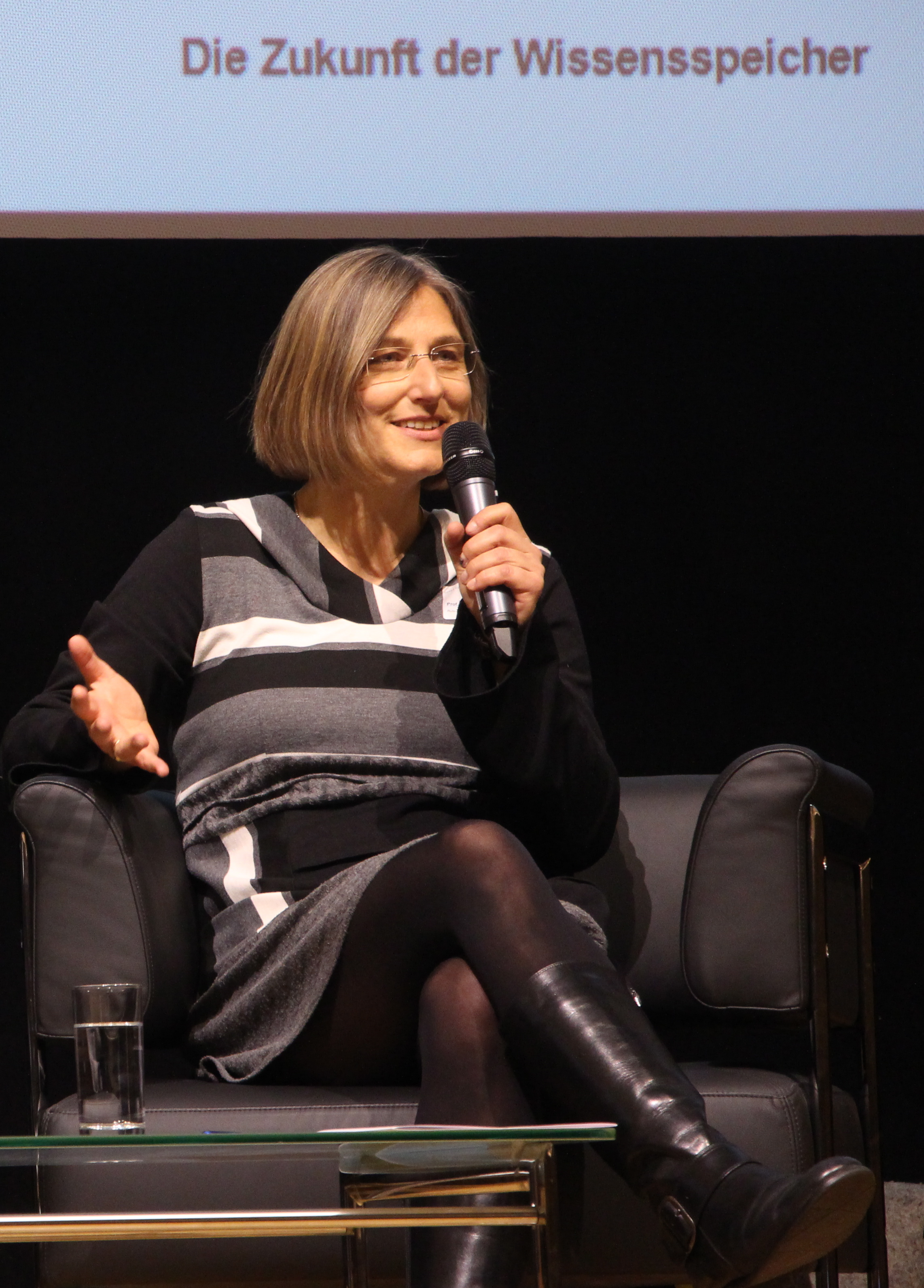
Maren Lorenz bei einer Tagung im März 2015 in Düsseldorf.

Maren Lorenz (* 5. Dezember 1965 in Dortmund) ist eine deutsche Historikerin mit dem Schwerpunkt Frühe Neuzeit. Lorenz lehrt seit Dezember 2014 als Professorin für Geschichte der Frühen Neuzeit und Geschlechtergeschichte an der Ruhr-Universität Bochum.

## Leben und Wirken

### Akademische Laufbahn
Maren Lorenz studierte von Wintersemester 1987/88 bis Wintersemester 1992/93 Geschichte, Politikwissenschaften und Psychologie an den Universitäten Heidelberg, Wien und Hamburg. Im April 1993 folgte der Magister in Hamburg mit einer körper- und kulturhistorischen Arbeit zu Kindsmord im Spiegel der Gerichtsmedizin des 18. Jahrhunderts. Von 1994 bis 1996 war Lorenz Stipendiatin der Landesgraduiertenförderung des Saarlandes. Von Dezember 1996 bis Dezember 1998 war sie Stipendiatin im Arbeitsbereich „Theorie und Geschichte der Gewalt“ des Hamburger Instituts für Sozialforschung. Im Februar 1998 wurde sie bei Richard van Dülmen an der Universität des Saarlandes promoviert. Von September 1998 bis Mai 2007 war Lorenz wissenschaftliche Mitarbeiterin der Hamburger Stiftung zur Förderung von Wissenschaft und Kultur.
Im Januar 2006 erfolgte ihre Habilitation an der Universität Hamburg mit einer Arbeit über militärische und kriegerische Gewalt im halben Jahrhundert nach Beendigung des Dreißigjährigen Krieges. Von Juni 2007 bis Mai 2008 war sie Visiting Fellow des National Endowment for the Humanities (NEH) am Deutschen Historischen Institut Washington D.C. (GHI).  Im Wintersemester 2009/10 hatte sie die Käthe Leichter-Gastprofessur an der Universität Wien inne. Von Juni 2009 bis April 2012 leitete sie das von ihr aufgebaute Büro für Neue Medien an der Fakultät für Rechtswissenschaft der Universität Hamburg. Im Wintersemester 2011/12 übernahm sie eine Lehrstuhlvertretung an der Universität Basel. Von Mai 2012 bis 2014 war sie Visiting Associate Professor (Gastprofessorin) für Deutsche Kulturwissenschaften und Geschichte an der University of Toronto. Von Mai 2012 bis 2014 war sie außerdem Leiterin des kanadischen Information Centre (IC) des DAAD in Toronto. Im Jahr 2014 nahm Lorenz einen Ruf an die Ruhr-Universität Bochum auf eine W3-Professur für Geschichte der Frühen Neuzeit und Geschlechtergeschichte zum 1. Dezember 2014 an. Zugleich lehnte sie einen Ruf an die Freie Universität Berlin auf eine W2-Professur für Geschichte der Frühen Neuzeit ab.

### Forschungsschwerpunkte
Forschungsschwerpunkte von Lorenz sind die Neuere Kulturgeschichte, die Wissenschafts- und Ideengeschichte, die Kriminalitätsgeschichte und Gewaltforschung, die Körpergeschichte, Gender Studies sowie das Verhältnis der Geschichtswissenschaft zu den neuen Medien.
In ihrer kulturhistorischen Dissertation will Lorenz „Einblick in die Aneignung und den Gebrauch von Körperbildern, Denkstrukturen und Wahrnehmungskategorien frühneuzeitlicher Menschen“ gewinnen. Grundlage dazu bilden rund 1800 Fälle aus deutschsprachigen Gutachtensammlungen, die zwischen 1730 und 1804 veröffentlicht wurden.
Ihre Habilitation versteht Lorenz als „Beitrag zur Kulturgeschichte der Gewalt“ und erweitert die Perspektive auf mentalitäts- und kulturgeschichtliche Fragestellungen. Zugleich distanziert sie sich von herkömmlichen Perspektiven der Militär- und Politikgeschichte. Der Schwerpunkt der Studie liegt auf den gewaltsamen Konflikten zwischen Militär und Zivilbevölkerung in den schwedisch beherrschten Reichsterritorien Bremen-Verden und Schwedisch-Pommern. Erstmals wurden dabei von Lorenz die vollständig erhaltenen Akten der schwedischen Militärgerichtsbarkeit in deutschen und schwedischen Archiven ausgewertet. Insgesamt wurden 14 Archive konsultiert. Die Grundannahme ihrer Untersuchung ist, dass „fortgesetztes (kollektives) gewaltsames Handeln eine grundlegende Wirkung auf Motivation und Handeln der Betroffenen (Handlungssubjekte, -objekte und Zeugen) hat“. Methodisch untersucht Lorenz Gewalthandeln auf Basis des Habitus-Konzeptes vom französischen Soziologen Pierre Bourdieu. Als entscheidend für die Gewalteskalation sieht Lorenz neben den Erfordernissen der militärischen Versorgung und dem Kampf um alltägliche materielle Lebensressourcen, verursacht durch zu geringe Soldzahlungen, die Ehrverletzungen an. Nach Lorenz waren es vor allem die altgedienten Soldaten, die zur Gewalt neigten, während sich die neu rekrutieren oft respektvoll gegenüber der Zivilbevölkerung verhielten. Gewalt gegen die Zivilbevölkerung wurde von der Militärjustiz kaum verfolgt und nur in seltenen Fällen wurden Strafen verhängt. Auf zahlreiche Vergehen wurde statt der Todesstrafe eine Begnadigung zum mehrfachen Gassenlaufen angeordnet. Mit diesen Maßnahmen wollte man keineswegs einen „kaltblütigen Kämpfertypus“ heranziehen, sondern die Einsatzfähigkeit des Soldaten aufrechterhalten. Militärjustiz und Militärordnungen hatten nur eine „Alibi- und Appellfunktion“. Dagegen wurde bei innermilitärischen Machtkämpfen nicht nur genau ermittelt, sondern auch drakonische Strafen verhängt. Der Rezensent der Zeitschrift für Historische Forschung urteilte, sie habe eine „in vieler Hinsicht richtungsweisende Pionierarbeit“ vorgelegt. Lorenz legte mit ihrer Arbeit erstmals Ergebnisse zur historischen Kriminalitätsforschung für den Bereich der Militärjustiz im 17. Jahrhundert vor. Nach der Besprechung von Hans Medick in der Historischen Zeitschrift legte Lorenz mit ihrer Studie „einen wichtigen Beitrag zur Erforschung der Formen, Praktiken und Wahrnehmungen militärischer Gewalt in einer besonderen halbkolonialen Situation und einer wichtigen Periode der Frühen Neuzeit“ vor. Allerdings könnten nicht alle Perspektiven der Studie „vollständig überzeugen“. Nach der Besprechung von Frank Göse in der Zeitschrift für Geschichtswissenschaft ist das von Lorenz gezeichnete Bild nahezu unveränderter Verhältnisse nach Abschluss des Westfälischen Friedens problematisch. Auch bei den Militärs sind nach Göses Ansicht Pietismus, Aufklärung und Verrechtlichungsprozesse eingezogen.
In ihrer 2000 veröffentlichten Darstellung Leibhaftige Vergangenheit. Einführung in die Körpergeschichte hat Lorenz die zahlreichen internationalen und deutschsprachigen körperhistorischen Studien zum ersten Mal systematisch aufgearbeitet und damit die erste deutschsprachige Einführung zur Körpergeschichte vorgelegt. Unter Körpergeschichte versteht Lorenz die „Historisierung […] der pluralen Körper in der Geschichte der Menschheit“. Dabei spielen für Lorenz nur solche Arbeiten eine Rolle, „die mittels Fragen nach überlieferten Körpervorstellungen und -praktiken versuchen, Antworten auf Gesellschaftskonstituierung zu finden.“ Die Darstellung wurde von Katja Patzel-Mattern als Pionierarbeit gewürdigt. Im Jahr 2009 legte Lorenz eine Geschichte über den Vandalismus in Deutschland vom 17. Jahrhundert bis zur Gegenwart vor. Im Jahr 2018 veröffentlichte sie eine Darstellung über Menschenzucht. Darin behandelt sie proto-eugenische Ideen und Strategien im Zeitraum von 1500 bis 1870 und beschäftigt sich ausführlich mit dem Alten Reich, Frankreich, Großbritannien und Nordamerika. Bezogen auf vormoderne Gedankenexperimente zur Menschenzucht vertritt Lorenz die These, dass wissenschaftliche wie literarische und populäre Diskurse, die „zu ihrer Zeit noch nicht mehrheitsfähig“ waren, dennoch „langfristig und grenzüberschreitend durchaus ihre gesellschaftlichen Spuren hinterlassen“ hätten und so die Grenzen des Sagbaren zum zunehmend Machbaren hin verschoben.
Lorenz hat zahlreiche Studien über die Online-Enzyklopädie Wikipedia verfasst. Die Entwicklung von Wikipedia im Bereich der Geschichtswissenschaft beurteilt Lorenz kritisch. Im Jahr 2011 bestritt sie eine grundsätzliche Zitierbarkeit der Artikelinformationen aus Wikipedia. Sie kritisierte unter anderem die Qualität der Artikel und die unklare Autorschaft. Es gebe kein Qualitätsmanagement durch Fachlektoren und kein klar definiertes Kontrollsystem. Die biografischen Artikel würden überwiegend auf gemeinfreien Artikeln älterer Lexika basieren.

## Schriften
- Kriminelle Körper – gestörte Gemüter. Die Normierung des Individuums in Gerichtsmedizin und Psychiatrie der Aufklärung. Hamburger Edition, Hamburg 1999, ISBN 3-930908-44-1 (Zugleich: Saarbrücken, Universität, Dissertation, 1998).
- Leibhaftige Vergangenheit. Einführung in die Körpergeschichte (= Historische Einführungen. Band 4). Edition diskord, Tübingen 2000, ISBN 3-89295-696-0.
- Das Rad der Gewalt. Militär und Zivilbevölkerung in Norddeutschland nach dem Dreißigjährigen Krieg (1650–1700). Böhlau, Köln u. a. 2007, ISBN 978-3-412-11606-4 (Zugleich: Hamburg, Universität, Habilitations-Schrift).
- Vandalismus als Alltagsphänomen. Hamburger Edition, Hamburg 2009, ISBN 978-3-86854-204-2.
- Menschenzucht. Frühe Ideen und Strategien 1500–1870. Wallstein, Göttingen 2018, ISBN 978-3-8353-3349-9.